# Красна волость
Красна волость — адміністративно-територіальна одиниця Дніпровського повіту Таврійської губернії.
Станом на 1886 рік складалася з 7 поселень, 6 сільських громад. Населення — 3802 особи (1893 чоловічої статі та 1909 — жіночої), 585 дворових господарств.
|                     | Площа, десятин | У тому числі орної, дес. |
| ------------------- | -------------- | ------------------------ |
| Сільських громад    | 10449          | 7143                     |
| Приватної власності | 30465          | 4540                     |
| Іншої власності     | 180            | 180                      |
| Загалом             | 41094          | 11863                    |

Найбільші поселення волості:
- Красне (Второприморське) — село при Джарилгацькому лимані за 58 верст від повітового міста, 1431 особа, 201 двір, православна церква, школа, 5 лавок, винний склад.
- Карга (Емануїловка) — село при Джарилгацькому лимані, 774 особи, 116 дворів, молитовний будинок, 2 лавки.
- Михайлівка — село, 591 особа, 92 двори, молитовний будинок, 3 лавки.
- Ново-Миколаївка — село, 866 осіб, 157 дворів, молитовний будинок, 3 лавки.